# Bracon semiobscurus
Bracon semiobscurus är en stekelart som beskrevs av Gaspard Auguste Brullé 1846. Bracon semiobscurus ingår i släktet Bracon och familjen bracksteklar. Inga underarter finns listade.